# Rikuzentakata
Rikuzentakata (陸前高田市 Rikuzentakata-shi?) es una ciudad localizada en la prefectura de Iwate, Japón. En octubre de 2019 tenía una población estimada de 18.500 habitantes y una densidad de población de 79,8 personas por km². Su área total es de 231,94 km².

## Geografía

### Municipios circundantes
- Prefectura de Iwate
  - Ichinoseki
  - Ōfunato
  - Sumita
- Prefectura de Miyagi
  - Kesennuma

## Demografía
Según los datos del censo japonés, esta es la población de Rikuzentakata en los últimos años.
| 1995   | 2000   | 2005   | 2010   | 2015   |
| ------ | ------ | ------ | ------ | ------ |
| 26.129 | 25.676 | 24.709 | 23.300 | 19.758 |